# Robert Delort
Robert Delort (* 21. September 1932) ist ein französischer Historiker, der sich mit der Wirtschaftsgeschichte, der Geschichte Venedigs, dem Mittelalter und der Umweltgeschichte beschäftigt hat, dazu maßgeblich mit der Geschichte des Verhältnisses zwischen Mensch und Tier, ein Forschungszweig, den er als „zoohistoire“ bezeichnete.

## Leben und Werk
Nach Besuch des Lycée in Toulouse wurde Delort 1953 an der Pariser École normale supérieure (rue d’Ulm) aufgenommen. Nachdem er unter anderem Germanistik studiert hatte, verbesserte er während eines Studienjahrs an der Universität Hamburg (1955/56) sein Deutsch und belegte dort auch Geschichte Osteuropas und Slawistik. Die Agrégation (Staatsprüfung für das höhere Lehramt) im Fach Geschichte erlangte er 1957. Ein Graduiertenstudium in der wirtschafts- und sozialwissenschaftlichen (VI.) Sektion der École pratique des hautes études (aus der später die EHESS hervorging) schloss er 1960 ab. Anschließend war er für zwei Jahre Mitglied der École française de Rome. Er lehrte von 1963 bis 1968 als Maître-assistant an der Universität Paris (Sorbonne).
Von 1968 bis 1986 war er Geschichtsprofessor an dem neugegründeten und als besonders experimentierfreudig bekannten Centre universitaire de Vincennes bzw. der daraus hervorgegangenen Universität Paris VIII (Vincennes-Saint-Denis). Von 1973 bis 1986 lehrte er außerdem an der École normale supérieure. Seine thèse d’État (entspricht etwa einer Habilitation) über den Pelzhandel im Okzident im späten Mittelalter (ca. 1300–1450) legte er 1978 vor. Zusätzlich zu seinen Abschlüssen als Historiker erwarb der interdisziplinär arbeitende Delort 1980 eine Licence in Natur- und Biowissenschaften. Er folgte 1986 dem Ruf auf den Lehrstuhl für Geschichte des Mittelalters Universität Genf, wo er bis zu seiner Emeritierung 1997 lehrte. Aufenthalte als Gastwissenschaftler bzw. -professor führten ihn an das Wissenschaftskolleg zu Berlin (1983/84), nach Montréal (1987), London (1993/94), an die Universität Bielefeld, Rom, Berlin und Moskau (Lomonossow-Universität, 2003).
Delort war von 1983 bis 1987 Präsident der Nationalkommission des Centre national de la recherche scientifique und leitete das Programme interdisciplinaire de recherches sur l’environnement von 1987 bis 1992, das interdisziplinäre Forschungsprogramm zur Umwelt.

## Werke (Auswahl)
- mit Charles de La Roncière, Philippe Contamine, Michel Rouche, Armand Colin: L’Europe au Moyen Âge, 3 Bde., 1968–1971.
- Introduction aux Sciences auxiliaires de l’Histoire, Armand Colin 1969.
- mit Philippe Braunstein: Venise, portrait historique d’une cité, Seuil 1971.
- Le Moyen Age. Histoire illustrée de la vie quotidienne, Lausanne 1972, ND Seuil 1983 (engl.:  Life in the middle ages, London, New York 1973).
- Le commerce des fourrures en Occident à la fin du Moyen Âge, 2 Bde., De Boccard, 1980 (thèse d’état).
- Les Animaux ont une Histoire, Seuil, Paris 1984 (Pionierwerk zur Zoohistoire).
  - Deutsch: Der Elefant, die Biene und der heilige Wolf. Die wahre Geschichte der Tiere. Hanser, München 1987.
- L’Histoire de la Fourrure de l’Antiquité à nos jours, Edita Lazarus, Lausanne, 1986.
- Les éléphants, piliers du monde, Découvertes Gallimard (n° 93), Gallimard 1991.
  - Deutsch: Elefanten – Götterboten und Gejagte, Reihe „Abenteuer Geschichte“; Bd. 38, Ravensburger Buchverlag, 1993, ISBN 978-3-473-51038-2.
- mit François Walter: L’Histoire de l’environnement européen, 2002 (unveröffentlicht; ital. Dedalo, Bari 2003).

## Festschrift
- Élisabeth Mornet, Franco Morenzoni (Hrsg.), Vorwort von Jacques Le Goff: Milieux naturels, espaces sociaux. Études offertes à Robert Delort. Publications de la Sorbonne, Paris 1997.